# Sveto bratstvo
Sveto bratstvo ili Svete Hermandade (šp.: Santa hermandad) predstavlja saveze srednjovjekovnih gradova. Postojali su u razdoblju od 1295. do 1498. Ovi savezi su stvarani radi zaštite prava gradova od nasrtljivih i samovoljnih feudalaca. Služile su španjolskim kraljevima u borbi protiv plemstva. Bavili su se i pitanjima zaštite javnog reda i borbe protiv zločinaca u gradovima.
U doba Ferdinanda V., sveto bratstvo je postala ustanova za čuvanje reda u državi. Apsolutističke monarhije ukinule su privilegije gradovima, pa i da stvaraju hermandade.